# 石谷 (岐阜市)
石谷（いしがい）は、岐阜県岐阜市の大字・町丁。町丁部は石谷一丁目から石谷六丁目までが置かれている。郵便番号501-1106。

## 地理
北は彦坂、北東は彦坂川北、東は椿洞、南東は城田寺、南は洞、大学北、南西は深坂、洞、西は村山、北西は安食に隣接している。

## 小字
小字は以下の通り。
- 寺之町（てらのまえ）
- 六反田（ろくたんだ）
- 門田（かどた）
- 壱町田（いっちょうだ）
- 惣作（そうさく）
- 流田（ながれだ）
- 池田（いけだ）
- 山下（やました）
- 二田子（ふたご）
- 北山（きたやま）
- 南山（みなみやま）

## 歴史
室町時代には、13代将軍足利義輝に仕えた奉公衆の石谷氏の本領があった。
江戸期は石谷村であり、方県郡のうち。「慶長郷牒」はとい塚村とある。はじめ加納藩領、のち幕府領、宝永2年からは高富藩領。「慶長郷牒」「元和領知改帳」「正保郷帳」「天保郷帳」「旧高旧領」ともに村高828石余。神社は八幡神社・諏訪神社・神明神社・御鍬神社、寺院は正源寺・福満寺・長楽寺・東林寺。明治4年岐阜県に所属。「町村略誌」によると戸数88・人口429・馬35、十石積鵜飼形船1艘、物産は穀類のほか菜種・薪など。伊自良川には舟運が盛んで、当村に港があったが明治29年の洪水により川が荒れ、その面影は消えた。同30年稲葉郡方県村の大字となる。
記録不明であるが、鉱山経営の跡が残る。明治後期伊自良川の破堤による被害に耐えかねて北海道への移住が行われた。昭和20年第2次大戦激化とともに、飛行機格納壕作りが始まり、1戸1人が奉仕員を出す。飛行機誘導道路とするために二田子から黒野に通じる県道の拡幅が行われた。昭和40年代後半、団地が造成され、工場が進出するようになる。

### 年表
- 1871年（明治4年） - 岐阜県に所属。
- 1897年（明治30年）4月1日 - 町村制施行し、安食村、佐野村、岩利村、彦坂村、石谷村が合併し稲葉郡方県村が発足。方県村大字石谷となる。
- 1950年（昭和25年）8月20日 - 市橋村、茜部村、 鶉村、黒野村、方県村が岐阜市に編入。岐阜市石谷となる。

## 小・中学校の学区
市立小・中学校に通う場合、学区は以下の通りとなる。
| 地域   | 小学校             | 中学校             |
| ------ | ------------------ | ------------------ |
| 石谷   | 岐阜市立方県小学校 | 岐阜市立岐北中学校 |
| 一丁目 | 岐阜市立方県小学校 | 岐阜市立岐北中学校 |
| 二丁目 | 岐阜市立方県小学校 | 岐阜市立岐北中学校 |
| 三丁目 | 岐阜市立方県小学校 | 岐阜市立岐北中学校 |
| 四丁目 | 岐阜市立方県小学校 | 岐阜市立岐北中学校 |
| 五丁目 | 岐阜市立方県小学校 | 岐阜市立岐北中学校 |
| 六丁目 | 岐阜市立方県小学校 | 岐阜市立岐北中学校 |

## 世帯数と人口
2018年（平成30年）4月1日現在の世帯数と人口は以下の通りである。
| 大字・丁目 | 世帯数  | 人口  |
| ---------- | ------- | ----- |
| 石谷       | 342世帯 | 859人 |
| 石谷1丁目  | -       | 18人  |
| 石谷2丁目  | -       | 25人  |
| 石谷3丁目  | -       | 11人  |
| 計         | 361世帯 | 913人 |

## 施設
- 石谷公民館
- 大石公民館
- 光団地公民館
- 岐阜方県郵便局
- 石谷公園
- 八幡公園
- 八幡神社
- 福満寺
- 長楽禅寺
- 正源寺
- 東林寺

## 交通

### 道路
- 主要地方道
  - 岐阜県道91号岐阜美山線

### バス
- 岐阜市コミュニティバス（方県・網代地区コミュニティバス）[9]
  - 方県ルート[10]
    - （折立平野総合病院） - 二田子 - 石谷 - 光団地 - （佐野公民館）

  - 網代ルート[11]
    - （折立平野総合病院） - 二田子 - （さくら苑）